# جيم غاريت
جيم غاريت (بالإنجليزية: Jim Garrett)‏ هو لاعب كرة قدم أمريكية أمريكي، ولد في 19 يونيو 1930 في باسيك في الولايات المتحدة، وتوفي في 9 فبراير 2018 في مونموث بيتش في الولايات المتحدة بسبب التهاب القصبات.

## وصلات خارجية
- جيم غاريت على موقع JustSportsStats.com (الإنجليزية)